# Paris polyandra
Paris polyandra är en nysrotsväxtart som beskrevs av S.F.Wang. Paris polyandra ingår i släktet ormbärssläktet, och familjen nysrotsväxter. Inga underarter finns listade.